# Vincent de Margarit de Biure
Vincent de Margarit de Biure, né près de Gérone vers 1608 et mort  à Perpignan (Roussillon) le 21 décembre 1672, est un ecclésiastique catalan qui fut évêque d'Elne de 1668 à 1672. Il est le frère du général Joseph de Margarit de Biure.

## Biographie
Vincent de Margarit de Biure d'Aguillar est issu d'une famille catalane profrançaise originaire de Castelló d'Empúries près de Gérone. Il est le fils de Felip de Margarit i Sunyer et de Béatriu de Biure de Vilanova née dans une famille de barons de Tarragone. L'orientation francophile de sa lignée est sans doute liée au rejet par Gaspar de Guzmán, comte d'Olivares des offres de services de son frère ainé Joseph qui s'implique alors fortement dans Guerre des faucheurs contre le gouvernement central et qui est exclu de l'amnistie accordée aux rebelles en 1651. Il sera dédommagé par le gouvernement de Louis XIV et son fils et homonyme recevra en commende en 1692 l'abbaye de Saint-Marin du Canigou.
Vincent nait vers 1608 à Castro près de Gérone. Il entre chez les frères prêcheurs où il étudie la théologie à l'université de Gérone et est ordonné prêtre vers 1638. Il est désigné par les autorités Françaises évêque de Lleida en 1642, de Solsona en 1646 et même de facto de Barcelone en 1651 où il administre le diocèse jusqu'à la fin de la révolte sans l'accord du Saint-Siège qui refuse de s'engager dans le conflit pour le contrôle de la Catalogne entre la France et l'Espagne. Le siège épiscopal d'Elne demeure vacant à partir de 1641 à l'époque de l'occupation du Roussillon et de la Catalogne par les armées françaises jusqu'à ce que Louis XIV décide à la fin de la décennie 1660 de le pourvoir d'un évêque d'Elne résidant à Perpignan.
Mazarin avait désigné Vincent de Margarit comme évêque d'Elne-Perpignan dès 1659, toutefois il n'est officiellement nommé qu'en 1668, confirmé le 12 novembre et consacré en juin 1669 par Henri de La Mothe-Houdancourt l'archevêque d'Auch. Si son installation sur un siège épiscopal n'est intervenue qu'après un long parcours, son épiscopat est bref car il meurt dès le 21 décembre 1672 après que le roi de France lui ait confirmé le titre désormais honorifique en France de Grand inquisiteur. Il est inhumé dans la cathédrale Saint-Jean-Baptiste de Perpignan.